# پازل ترکیبی

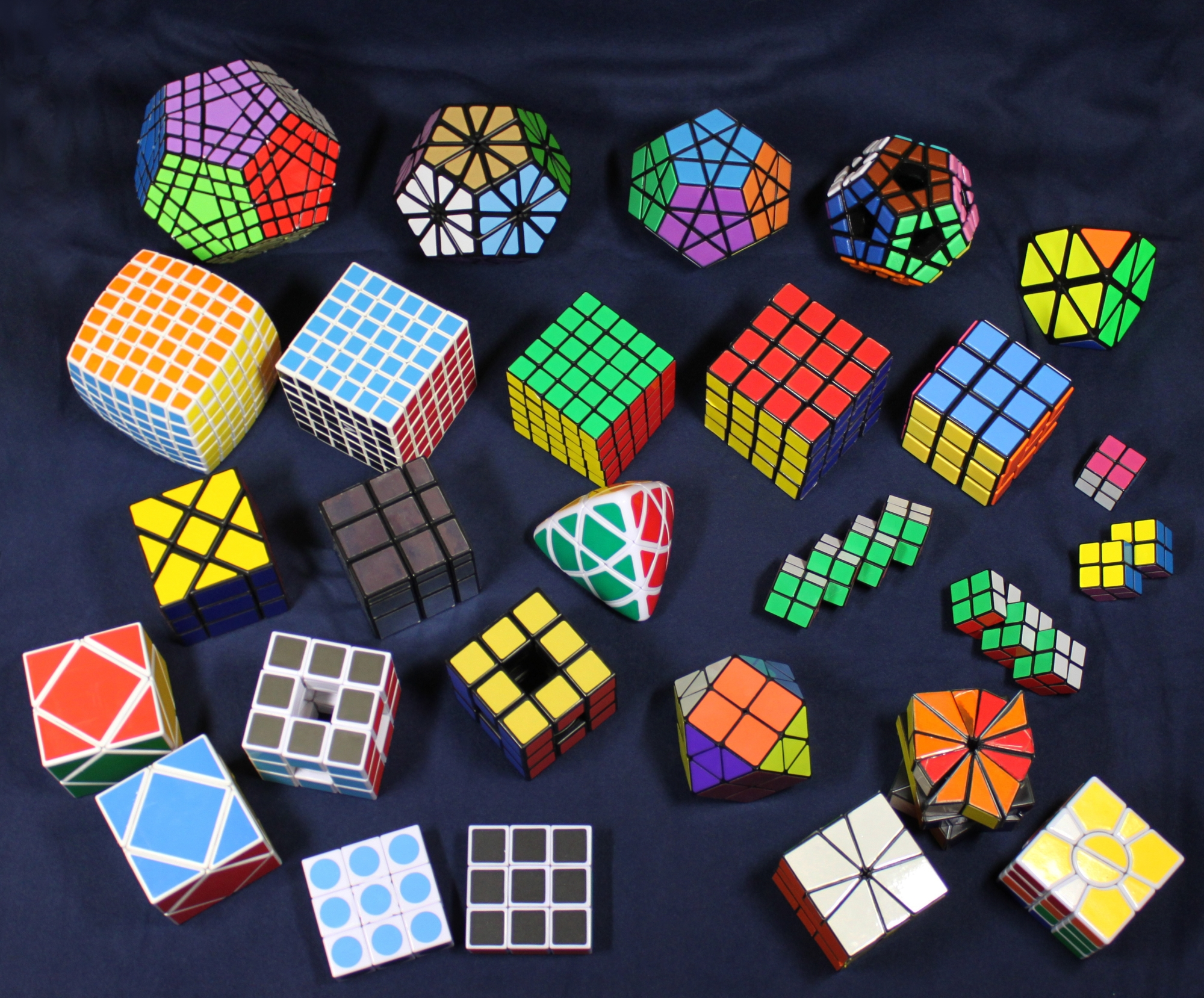
کلکسیونی از پازل‌های ترکیبی

پازل ترکیبی یا پازل حرکت دنباله‌ای نوعی پازل اس که از مجموعه‌ای از قطعات تشکیل شده که می‌توان آن‌ها را با گروهی از عملیات‌ها در ترکیب‌های مختلف چید. پازل وقتی حل می‌شود که بتوان از یک ترکیب تصادفی (به‌هم‌ریخته) به ترکیبی خاص رسید، که معمولاً دارای الگوی واضح مثل «هم‌رنگ‌ها کنار هم» یا «شماره‌ها به ترتیب» است. معروف‌ترین این پازل‌ها مکعب روبیک است که ۶ وجه و در هر وجه ۹ تکه دارد و هر وجه دارای یک رنگ است، در نتیجه کلاً دارای ۶ رنگ (رنگ‌بندی استاندارد: سفید، زرد، نارنجی، قرمز، آبی، و سبز) است. گفته می‌شود  مکعب دارای ۴۳ تریلیون جایگشت (تعداد ترکیب‌های ممکن برای موقعیت رنگ‌ها) است.